# Barawa
Barawa ou Brava (somali:  Baraawe, em árabe: مدينة ﺑﺮﺍﻭة) é uma cidade portuária localizada na costa sudeste da Somália, banhada pelo Oceano Índico. Está situada entre as cidades de Mogadíscio (200 km) e Kismayo.
O nome "Brava" é uma versão europeia, provavelmente de origem portuguesa, do árabe "Barawa".
Os habitantes tradicionais são os bravaneses, que falam o bravanês, um dialeto do Suaíli.
Localmente a cidade é chamada de Mini, seu povo wa-Mini e seu dialeto ci-Mini.

## História
Barawa foi fundada no século IX (900 d.C.). Acredita-se que a primeira pessoa que se fixou na cidade foi um homem proveniente de Qara, um grupo de tribos do Omã, supostamente com sua família e corte.
No século XVI, Barawa foi dominada pelos portugueses, e mais tarde passaram para o controle dos turcos.
Em 1889, Barawa foi dominada pelos italianos, sendo anexada oficialmente em 1905.
Em 1950 Barawa possuía cerca de 9.000 habitantes.